# Кумагая
Кумагая е град в префектура Сайтама, Япония. Населението му е 195 835 жители (по приблизителна оценка от октомври 2018 г.), а площта e 159,88 кв. км. Намира се в часова зона UTC+9. Наименуван е на воин от 12 век. Получава статут на град през 1933 г.